# 柳澤協二

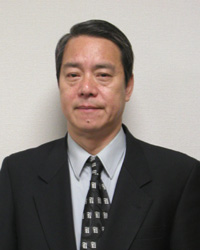
内閣官房副長官補着任時の柳澤協二（2004年）

柳澤 協二（やなぎさわ きょうじ、1946年〈昭和21年〉10月14日 - ）は、日本の防衛官僚。NPO法人国際地政学研究所理事長、新外交イニシアティブ理事、自衛隊を活かす:21世紀の憲法と防衛を考える会代表。
防衛庁運用局長、防衛庁人事教育局長、官房長、防衛研究所所長、内閣官房副長官補（安全保障・危機管理担当）などを歴任した。

## 経歴
- 東京都出身。東京都立小石川高等学校卒業。
- 1970年（昭和45年） - 東京大学法学部を卒業後、防衛庁に入庁。
- 呉防衛施設局施設部長
- 防衛庁教育訓練局訓練課長
- 防衛庁長官官房広報課長
- 防衛庁防衛局計画課長
- 防衛庁長官官房秘書課長
- 1995年（平成7年）7月 - 防衛庁長官官房防衛審議官に着任。
- 1997年（平成9年）7月 - 防衛施設庁労務部長に着任。
- 1998年（平成10年）
  - 6月 - 防衛庁長官官房防衛審議官に着任。
  - 7月 - 防衛庁情報本部副本部長に着任。
  - 11月 - 防衛庁運用局長に着任。
- 2000年（平成12年）6月 - 防衛庁人事教育局長に着任。
- 2002年（平成14年）
  - 1月 - 防衛庁長官官房長に着任。
  - 8月 - 防衛庁防衛研究所所長に着任。
- 2004年（平成16年）4月 - 内閣官房副長官補に着任[1]。
- 2009年（平成20年） - 退官。10月、日本生命保険顧問に就任。
- 2011年9月 - NPO法人国際地政学研究所理事長に就任[2]。

## 人物
- 2004年（平成16年）から2009年（平成21年）まで、第2次小泉・第3次小泉・福田・第1次安倍・麻生内閣の下で内閣官房副長官補（安全保障・危機管理担当）を務めた。
- 有力な事務次官候補で1期下の守屋武昌らと次官を争ったが官房長時代の2002年、情報公開請求者の個人情報リストの作成問題が起こった際に、その対応の不手際から[3]責任を取る形で[4]防衛研究所長に更迭された。
- 第2次安倍内閣に対しては批判的なスタンスで、2014年（平成26年）2月28日、「集団的自衛権を考える超党派の議員と市民の勉強会」に講師として出席し、集団的自衛権をめぐる米国、アジアの動きを解説し、安倍内閣が閣議決定で集団的自衛権の行使を容認できるよう憲法解釈を変更しようとしていることを批判した[5]。
- 2014年3月14日、日本記者クラブで記者会見し、首相安倍晋三と元首相鳩山由紀夫に対して「2人とも夢見るリーダーだ」と皮肉を込めて評した[6]。

## 著作

### 単著
- 『検証 官邸のイラク戦争 元防衛官僚による批判と自省』（2013年3月20日、岩波書店、ISBN 978-4000258838）
- 『亡国の安保政策――安倍政権と「積極的平和主義」の罠』（2014年4月25日、岩波書店、ISBN 978-4000247863）
- 『自分で考える集団的自衛権――若者と国家』（2014年10月17日、青灯社、ISBN 978-4862280763）
- 『亡国の集団的自衛権』（2015年2月17日、集英社新書、ISBN 978-4087207743）
- 『新安保法制は日本をどこに導くか（さよなら安倍政権）』（2015年6月12日、かもがわ出版、ISBN 978-4780307665）
- 『自衛隊の転機――政治と軍事の矛盾を問う』（2015年9月9日、NHK出版新書、ISBN 978-4140884706）

### 共著
- （道下徳成・小川伸一・古山順一・植木千可子・山口昇・加藤朗・広瀬佳一）『抑止力を問う 元政府高官と防衛スペシャリスト達の対話』（2010年10月1日、かもがわ出版、ISBN 978-4780303926）
- （寺島実郎・大野博人・古山順一・池田香代子・志葉玲・植木千可子）『脱・同盟時代 総理官邸でイラクの自衛隊を統括した男の自省と対話』（2011年7月1日、かもがわ出版、ISBN 978-4780304480）
- （伊波洋一）『対論 普天間基地はなくせる 日米安保の賛成・反対を超えて（かもがわブックレット）』（2012年5月1日、かもがわ出版、ISBN 978-4780305357）
- （伊勢崎賢治・小池清彦）『「国防軍」 私の懸念 安倍新政権の論点〈1〉』（2013年3月11日、かもがわ出版、ISBN 978-4780306033）
- （半田滋・屋良朝博）『改憲と国防 混迷する安全保障のゆくえ』（2013年6月25日、旬報社、ISBN 978-4845113217）
- （新外交イニシアティブ編、屋良朝博・半田滋・マイク・モチヅキ・猿田佐世）『虚像の抑止力――沖縄・東京・ワシントン発 安全保障政策の新機軸』（2014年8月17日、旬報社、ISBN 978-4845113606）
- （自衛隊を活かす会編、柳澤協二・伊勢崎賢治・加藤朗・冨澤暉・植木千可子・小原凡司・宮坂直史・酒井啓子・渡邊隆・林吉永・山本洋）『新・自衛隊論』（2015年6月18日、講談社現代新書、ISBN 978-4062883207）
- （浜矩子・内橋克人）『民主主義をあきらめない』（2015年10月8日、岩波ブックレット、ISBN 978-4002709376）
- （前川喜平）『官僚の本分』（2020年8月24日、かもがわ出版、ISBN 978-4780311105）
- （自衛隊を活かす会編、柳澤協二・伊勢崎賢治・加藤朗・林吉永）『非戦の安全保障論』（2022年9月16日、集英社新書、ISBN 978-4087212327）
- （自衛隊を活かす会編、柳澤協二・伊勢崎賢治・加藤朗・林吉永）『戦争はどうすれば終わるか?』（2024年2月16日、集英社新書、ISBN 978-4087213041）

## 出演

### ネット番組
- ポリタスTV（YouTube、2021年4月22日）

## 関連書籍
- 別冊宝島133『裸の自衛隊!』（1991年 JICC出版局） - 広報課長時代に取材に協力。[7]